# Jan Van den Nieuwenhuijzen
Jan Van den Nieuwenhuijzen (Turnhout, 4 december 1914 - 26 juli 1988) was een Belgisch senator.

## Levensloop
Van den Nieuwenhuijzen werd de eigenaar van een transportfirma en was de voorzitter van de NCMV-afdeling van het arrondissement Antwerpen.
Via het NCMV verzeilde hij in de CVP. Hij was van 1971 tot 1976 lid van de Commissie voor Openbare Onderstand van Antwerpen en van 1977 tot 1982 lid van de OCMW-raad van de stad en was eveneens ondervoorzitter van de CVP-afdeling van Groot-Antwerpen. 
Bovendien zetelde hij van 1978 tot 1981 als provinciaal senator voor de provincie Antwerpen in de Belgische Senaat. In de periode januari 1979-oktober 1980 zetelde hij als gevolg van het toen bestaande dubbelmandaat ook in de Cultuurraad voor de Nederlandse Cultuurgemeenschap, die op 7 december 1971 werd geïnstalleerd. Vanaf 21 oktober 1980 tot november 1981 was hij lid van de Vlaamse Raad, de opvolger van de Cultuurraad en de voorloper van het huidige Vlaams Parlement. 